# ماونت هرمون (نیوجرسی)
ماونت هرمون (به انگلیسی: Mount Hermon) یک منطقهٔ مسکونی در ایالات متحده آمریکا است که در هاووپ واقع شده‌است. ماونت هرمون ۱٫۲۲۷ کیلومتر مربع مساحت و ۱۴۱ نفر جمعیت دارد و ۱۴۴ متر بالاتر از سطح دریا واقع شده‌است.